# Цешента
Цешента (пол. Cieszęta, нім. Sonnenfeld) — село в Польщі, у гміні Пененжно Браневського повіту Вармінсько-Мазурського воєводства.
Населення — 104 особи (2011).
У 1975-1998 роках село належало до Ельблонзького воєводства.

## Демографія
Демографічна структура станом на 31 березня 2011 року:
|          | Загалом | Допрацездатний вік | Працездатний вік | Постпрацездатний вік |
| -------- | ------- | ------------------ | ---------------- | -------------------- |
| Чоловіки | 52      | 14                 | 33               | 5                    |
| Жінки    | 52      | 14                 | 26               | 12                   |
| Разом    | 104     | 28                 | 59               | 17                   |